# Ascodesmis sphaerospora
Ascodesmis sphaerospora är en svampart som beskrevs av W. Obrist 1961. Ascodesmis sphaerospora ingår i släktet Ascodesmis och familjen Ascodesmidaceae.   Inga underarter finns listade i Catalogue of Life.